# François Kolowrat
 (juillet 2020).
Si vous disposez d'ouvrages ou d'articles de référence ou si vous connaissez des sites web de qualité traitant du thème abordé ici, merci de compléter l'article en donnant les références utiles à sa vérifiabilité et en les liant à la section « Notes et références ».
François Antoine Liebsteinsky, comte de Kolowrat (en tchèque : František Antonín hrabě Libštejnský z Kolowrat ; en allemand : Franz Anton Graf von Kolowrat-Liebsteinsky), né le 31 janvier 1778 à Prague et mort le 4 avril 1861 à Vienne, est un homme d'État autrichien d'origine tchèque. Homme politique modéré d'idéologie libérale, il est l'adversaire du chancelier Klemens Wenzel von Metternich, dont il prend la succession en tant que premier ministre-président de l'empire d'Autriche au cours de la révolution de mars en 1848. Franc-maçon, il est député des loges de Bohême au convent de Wilhelmsbad en 1782, il est aussi membre des Illuminés de Bavière sous le nom de Julius.

## Biographie
Issu de la noblesse bohémienne et descendant de la Maison Kolowrat, François Antoine de Kolowrat-Liebsteinsky est nommé gouverneur des Habsbourg à Prague en 1809. Il se présente comme un grand promoteur de la culture tchèque, soutenant l'autonomie des pays de la couronne de Bohême. Chevalier de la Toison d'or et de l'ordre impérial de Léopold, il participe entre autres à la bataille d'Austerlitz.
Au fil des ans, il acquiert une réputation d'expert de l'administration et de spécialiste financier. En 1826, l'empereur François Ier l'appelle au poste de ministre d'État pour les affaires intérieures. À partir du 12 décembre 1836, Kolowrat, avec les archiducs Louis et François-Charles d'Autriche et son adversaire conservateur le chancelier Metternich, est membre de la conférence d'État secrète (Geheime Staatskonferenz) chargée d'assurer le gouvernement pendant le règne du faible monarque. Néanmoins, les divergences internes au duo Metternich-Kolowrat engendrent en effet le quasi arrêt de la politique économique et sociale.
À la suite de la révolution de 1848, il est nommé le premier ministre-président constitutionnel de la monarchie autrichienne le 20 mars. Toutefois, quelques semaines seulement après son entrée en fonction, Charles-Louis de Ficquelmont lui succède dans cette charge. Son nom n'apparait alors plus dans le domaine de la politique.